# The Magic Sword (film)
The Magic Sword is een Amerikaanse fantasiefilm uit 1961, losjes gebaseerd op de middeleeuwse legende van Sint Joris en de draak. De film werd geregisseerd door Bert I. Gordon.

## Verhaal
De film draait om Sir George, de adoptiefzoon van de heks Sybil. Er is niet veel bekend over zijn achtergrond, behalve dan dat zijn ouders dood zijn en hij van koninklijk bloed is. Hij is in het geheim verliefd op prinses Helene, die al vroeg in de film wordt ontvoerd door tovenaar Lodac.
George wil graag op een zoektocht gaan om haar te bevrijden, maar Sybil vindt hem nog te jong voor zo’n taak. Ze toont hem een magisch zwaard, een paard, een harnas en een leger van twaalf (bevroren) ridders die hij van haar zal krijgen wanneer hij 21 wordt. George wil niet zo lang wachten en lokt Sybil naar een ondergrondse ruimte, waarna hij vertrekt met de magische wapens en de ridders. Ze gaan naar de koning, die George de opdracht geeft zijn dochter terug te halen. Dit tot woede van de ridder, die eigenlijk deze taak zou hebben gekregen.

## Rolverdeling
| Acteur           | Personage                |
| ---------------- | ------------------------ |
| Basil Rathbone   | Lodac                    |
| Estelle Winwood  | Sybil                    |
| Gary Lockwood    | Sir George               |
| Anne Helm        | Prinses Helene           |
| Liam Sullivan    | Sir Branton              |
| Danielle De Metz | Mignonette               |
| Merritt Stone    | Koning                   |
| Jacques Gallo    | Sir Dennis van Frankrijk |
| David Cross      | Sir Pedro van Spanje     |
| John Mauldin     | Sir Patrick van Ierland  |
| Taldo Kenyon     | Sir Anthony van Italië   |
| Angus Duncan     | Sir James van Schotland  |
| Leroy Johnson    | Sir Ulrich van Duitsland |

## Achtergrond
De film staat ook bekend onder de titels St. George and the Dragon, St. George and the Seven Curses, en The Seven Curses of Lordac.
De film werd in 1992 gebruikt in de cultserie Mystery Science Theater 3000. Bij hoge mate van uitzondering werd deze film niet puur bespot of afgekraakt. Joel Robinson en Tom Servo noemden de film “behoorlijk goed voor een Bert I Gordon film” (alleen Crow T. Robot was het hier niet mee eens). De schrijvers van de serie beschouwden de film als een van de weinige films die ook zonder het MST3K commentaar bekijkbaar is.
De film bevindt zich momenteel in het publiek domein daar de copyrightindicatie zoek is geraakt.